# Шелудино 2
Шелудино 2 — деревня в Рязанском районе Рязанской области. Входит в состав Листвянского сельского поселения.

## География
Находится в северо-западной части Рязанской области на расстоянии приблизительно 29 км на юго-восток по прямой от вокзала станции Рязань I.

## История
Деревня была отмечена впервые в 1897 году как Шелудино (Юровка) с 20 дворами. Позднее наименование Юровка еще встречалось на картах.

## Население
Численность населения: 78 человек (1897), 13 в 2002 году (русские 100 %), 16 в 2010.